# За Справедливый Казахстан
За справедливый Казахстан — оппозиционная политическая коалиция в Казахстане в середине нулевых. Основано тремя политическими партиями: ДПК «Настоящий Ак Жол», ДВК и КПК для участия на президентских выборах 2005 года. Единым кандидатом от коалиции стал бывший спикер мажилиса Жармахан Туякбай. На выборах занял второе место с результатом 6,6 %. Коалиция не признала выборы честными и демократичными.
В 2007 году планировалась участия коалиции в выборах мажилис, но после принятия нового закона о выборах политические блоки были запрещены для участия на парламентских выборах.
В 2009 году оппозиционные партии снова объединились в коалицию с таким же названием.